# Skeikampen
Skeikampen is een berg bij de plaats Skei in de Noorse gemeente Gausdal.
Hier is ook een vakantiedorp en skigebied.